# Michael (2025)
Michael ist ein für frühestens 2026 angekündigter zweiteiliger US-amerikanischer biografischer Musikfilm unter der Regie von Antoine Fuqua; das Drehbuch schrieb John Logan. Es basiert auf dem Leben des Sängers Michael Jackson. Die Hauptrolle spielt Jacksons Neffe Jaafar in seinem Filmdebüt, in weiteren Rollen sind Colman Domingo, Nia Long, Miles Teller, Laura Harrier, Kat Graham, Larenz Tate und Derek Luke zu sehen.

## Handlung
Der Film verfolgt Jacksons Leben und Karriere von seiner Zeit mit den Jackson 5 als Kind in den 1960er und 1970er Jahren bis zu seinen letzten Wochen vor seinem Tod im Jahr 2009.

## Produktion

### Entwicklung und Casting
Im November 2019 berichtete Deadline, dass Graham King sich die Rechte für die Produktion eines Films über Michael Jackson gesichert habe, und John Logan für das Schreiben des Drehbuchs verantwortlich sei. Im Februar 2022 wurde der Film offiziell angekündigt, wobei Lionsgate als das für den Film verantwortliche Studio festgelegt wurde, das die weltweiten Vertriebsrechte besitzt. Im Oktober 2023 erwarb Universal Pictures ausgewählte internationale Vertriebsrechte an dem Film.
Das Casting begann im Juni unter der Leitung von Kimberly Hardin. Die Produktion sollte im Jahr 2023 beginnen. Im Januar 2023 wurde Antoine Fuqua als Regisseur angekündigt.
Im selben Monat begann das Casting, bei dem Jacksons Neffe Jaafar für die Hauptrolle angekündigt wurde. Im Januar 2024 wurde der Newcomer Juliano Krue Valdi als junger Michael gecastet, ebenso wie Colman Domingo als Joe Jackson und Nia Long als Katherine Jackson. Ebenfalls in diesem Monat wurde berichtet, dass Miles Teller im Gespräch sei, um einen von Jacksons Anwälten zu spielen. Im Februar wurde Teller für die Rolle des John Branca bestätigt. Die Besetzung für den Rest der Jackson 5 wurde später im selben Monat bekannt gegeben: Laura Harrier, Kat Graham, Larenz Tate, Jessica Sula, Liv Symone, Kevin Shinick, KeiLyn Durrel Jones und Kendrick Sampson wurden im März hinzugefügt, um Suzanne de Passe, Diana Ross, Berry Gordy, La Toya Jackson, Gladys Knight, Dick Clark, Bill Bray und Quincy Jones darzustellen. Im April 2024 wurde Derek Luke in der Rolle des Rechtsanwalts Johnnie Cochran in die Besetzung aufgenommen.

### Drehbuch
Das Drehbuch enthält Inhalte, die sich mit den Vorwürfen des sexuellen Kindesmissbrauchs gegen Jackson befassen, wobei King sagte, er wolle „die Geschichte vermenschlichen, aber nicht beschönigen und die fesselndste, unvoreingenommenste Geschichte präsentieren“.

### Dreharbeiten
Die Dreharbeiten sollten Mitte 2023 in Santa Barbara beginnen und 80 Tage dauern. Nach Angaben der California Film Commission wurden 120 Millionen Dollar für die Löhne der Crew und für Zulieferer veranschlagt. Die Dreharbeiten wurden im September 2023 wegen des SAG-AFTRA-Streiks verschoben.
Die Dreharbeiten begannen letztlich am 22. Januar 2024 und endeten am 30. Mai. Dion Beebe war der Kameramann, Barbara Ling die Produktionsdesignerin und Marci Rodgers die Kostümdesignerin.
Im Januar 2025 wurde bekanntgegeben, dass Teile des Filmmaterials rechtlich unbrauchbar seien. Dabei geht es um die Thematisierung von Missbrauchsvorwürfen gegenüber Michael Jackson in den 90er Jahren. Diese von Evan Chandler im Namen seines Sohnes erhobenen Vorwürfe schlugen eine sehr große mediale und juristische Welle, aber endeten schließlich mit einem finanziellen Vergleich. Im Film werde angeblich gezeigt, dass Jackson als unschuldiges Opfer dargestellt werde und von den Chandlers ausgenommen wurde. Dies wird als zentraler Punkt der Geschichte angeführt. Allerdings gibt es eine frühere Vereinbarung, die ein solches Vorhaben unterbinde. Demnach musste das Produktionsteam entscheidende Teile des Drehbuchs umschreiben und einen Nachdreh realisieren. Der Starttermin wurde in diesem Zuge auf den Oktober 2025 verschoben.

## Veröffentlichung
Erste Ausschnitte des Films wurden Kinobesitzern auf der CinemaCon am 10. April 2024 gezeigt und positiv aufgenommen. Die Kinopremiere war ursprünglich für den 18. April 2025 vorgesehen und später auf den 2. Oktober 2025 (Deutschland, Universal Pictures) bzw. 3. Oktober (USA, Lionsgate) verschoben. Im Mai 2025 teilte Lionsgate-Chef Jon Feltheimer der Variety mit, dass es wahrscheinlich sei, das der Film aus dem Geschäftsjahr heraus verschoben werde. Dies bedeute, dass der Film frühestens ab April 2026 zu sehen sein werde.